# Pioneer 1
Pioneer 1 byla bezpilotní sonda tehdy nové organizace NASA z USA určená k průzkumu Měsíce. Celý projekt programu Pioneer připravila Jet Propulsion Laboratory (JPL) v Pasadeně u Los Angeles. V katalogu COSPAR dostala dodatečně přidělené označení 1958-007B.

## Program

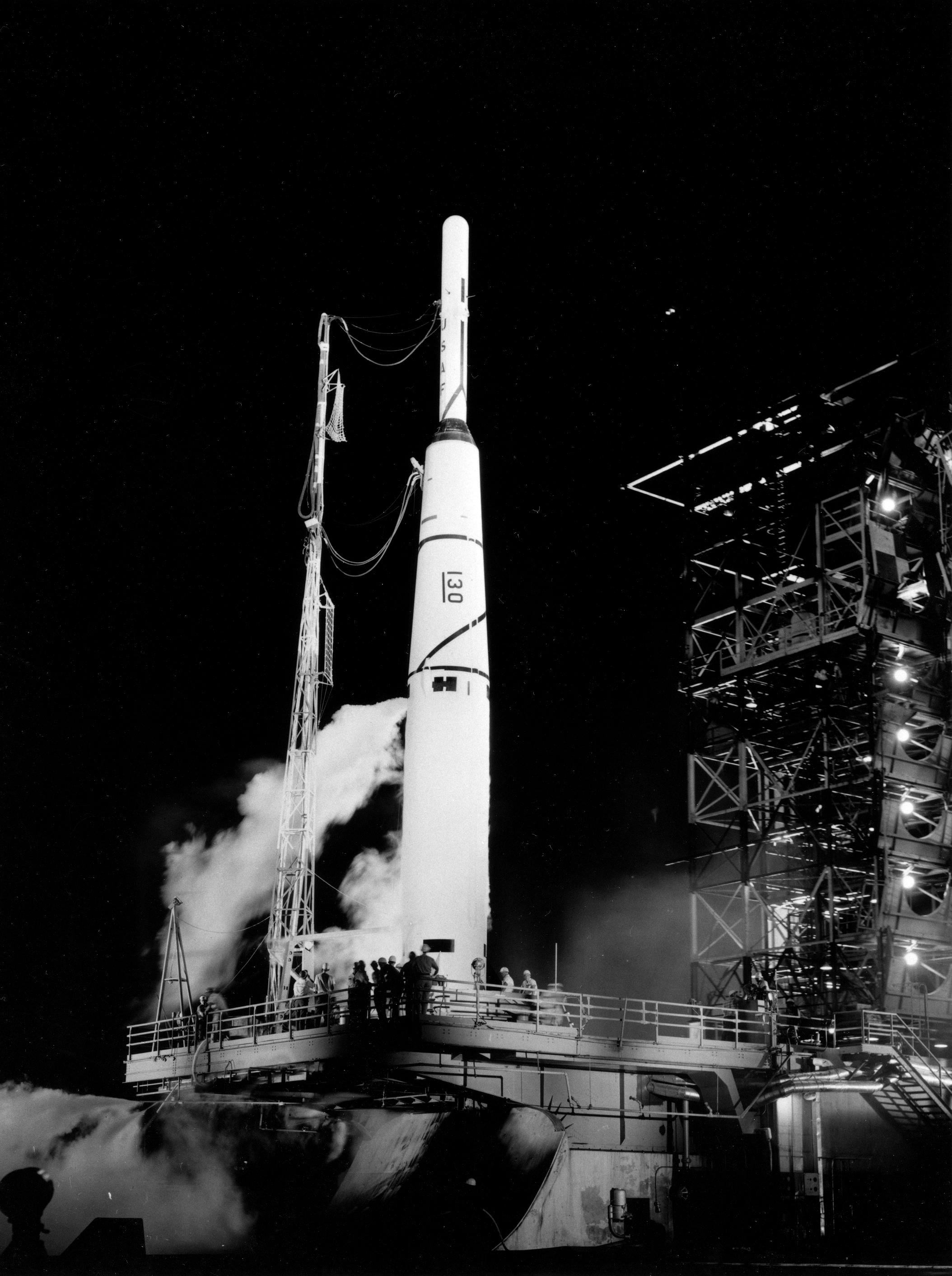
Raketa Thor se sondou Pioneer 1 před startem.

Byl to první americký pokus pod taktovkou NASA o let k Měsíci a vytvoření jeho družice (předchozí neúspěšný pokus USAF byl označen jako Pioneer 0).

## Konstrukce
Sonda při startu vážila 38,2 kg. Postavila ji firma TRW původně pro US Air Force ve Washingtonu. Byl to válec o průměru 0,74 metru na obou koncích zúžený. Měla v sobě raketový motor o hmotnosti 11 kg, řadu osmi korekčních motorků, anténu a vědecké přístroje k měření kosmického záření, mikrometeoritů, magnetického pole, teploty a také televizní systém. Stabilizace mělo být dosaženo rotací kolem osy.

## Průběh letu
S pomocí rakety Thor Able 1, v COSPAR katalogizována 1958-007A, odstartovala sonda z rampy na kosmodromu Eastern Test Range na Floridě dne 11. října 1958. Dosáhla rychlosti 10,48 km/s místo plánovaných 10,74 km/s. Vyletěla do výšky 113 700 km nad Zemí a následně se po 43 hodinách k ní vrátila a shořela v zemské atmosféře nad Tichým oceánem. Nezdařil se ani pokus o zapálení motoru, který by z ní udělal družici Země. Nicméně přinesla díky měření informace o vzdálených radiačních pásech.